# Lúcio Antunes de Sousa
Dom Lúcio Antunes de Sousa (13 de abril de 1863 — 19 de outubro de 1923) foi bispo católico brasileiro, o primeiro da Diocese de Botucatu.

## Biografia
Dom Lúcio nasceu na Fazenda Brejo dos Mártires, na freguesia de Boa Vista do Tremedal, província de Minas Gerais. Era filho de Joana Maria da Soledade e do coronel Antônio Antunes de Sousa.
Ingressou no Seminário de Diamantina em 1880. Foi ordenado presbítero em 31 de maio de 1890 (mesmo ano do decreto n. 119-A, de 7 de janeiro, que extinguiu o padroado). Até sua eleição para bispo de Botucatu no segundo semestre de 1908, Padre Luciano atuou como professor do seminário, como pároco de Montes Claros e como secretário de bispado no âmbito da Diocese de Diamantina.
Feito cônego em 1902, Lúcio foi um dos primeiros colaboradores, para alguns até mesmo co-fundador, do periódico diocesano "A Estrella Polar" cuja primeira edição data do ano de 1903 e foi impresso ininterruptamente ao longo do século XX, sendo um dos mais antigos periódicos católicos em atividade.
Eleito para o episcopado, Lúcio dirigiu-se a Roma, onde foi sagrado por D. Joaquim Arcoverde, D. Joaquim Silvério de Souza e D. Francisco do Rego Maia na Capela do Colégio Pio Latino-americano em 15 de novembro de 1908.
De volta a Minas Gerais, escreveu, ao longo do mês de janeiro de 1909, a sua primeira e única Carta Pastoral, intitulada "Da União dos Catholicos" (1909). Tomou posse de sua diocese no dia 20 de fevereiro de 1909. Dois anos depois, em 25 de março de 1911, inaugurava o Seminário São José.
Em 1912, acolheu as Irmãs de Santa Marcelina na fundação do Colégio dos Anjos (renomeado em 1953 como Colégio Santa Marcelina). Em 1917, inaugurou um dos mais belos Palácios Episcopais do Brasil, construído a partir de planta da chancelaria romana.
Visitou sua extensa diocese de 128.940 quilômetros quadrados por três vezes.
D. Lúcio faleceu em Botucatu no dia 19 de outubro de 1923. Seus restos mortais encontram-se na cripta da Catedral de Botucatu.